# Rolf Meissner
Rolf Meissner, eigentlich Rudolf Meißner (* 15. Juni 1925 in Dortmund; † 4. Juni 2014) war ein deutscher Geophysiker.

## Leben
Meissner legte 1943 das Abitur in Dortmund ab und war danach bei der Luftwaffe. Nach dem Krieg war er drei Jahre lang Musiker und studierte ab 1948 Meteorologie und Geophysik an der Goethe-Universität Frankfurt am Main. Nach der Promotion 1955 (mit einem Thema zum Grundwasser) war er sechs Jahre lang in der seismischen Erdölprospektion für Prakla und Shell in Europa und Afrika tätig. Ab 1961 war er wieder an der Universität Frankfurt als Assistent, an der er sich 1966 habilitierte (Thema der Habilitation war die Struktur der Erdkruste). Er lehrte und forschte in Mainz und Frankfurt und schrieb ein populärwissenschaftliches Buch über den Mond, das vor der Apollo-Mondlandung 1969 erschien. Als Gastprofessor an der Universität Hawaii (1966 bis 1970) befasste er sich mit seismischen Aufzeichnungen vom Mond und war Teil des Teams, das Mondbeben identifizierte. 1971 wurde er ordentlicher Professor an der Universität Kiel und Leiter des Instituts für Geophysik, was er bis 1995 blieb.
1985 bis 1987 war er Präsident der European Geophysical Society. 1992 wurde er Ehrenmitglied der Deutschen Geophysikalischen Gesellschaft. Von 1994 bis 1997 war Meissner Präsident der Alfred-Wegener-Stiftung.
Er war in den 1990er Jahren in leitenden Funktionen im Internationalen Lithosphären-Projekt tätig. Er galt als international anerkannter Wissenschaftler auf dem Gebiet der Struktur von Erdkruste und Lithosphäre. Insbesondere propagierte er schon seit Ende der 1960er die Erkundung der Erdkruste mit seismischer Tiefenreflexion und war an der Umsetzung im Deutschen Kontinentalen Reflexionsseismischen Programm (DEKORP) beteiligt, das 1984 bis 1997 die seismische Tiefenstruktur besonders der Varisziden in Deutschland erkundete, an einem ähnlichen Projekt BABEL im Baltikum (Baltic and Bothnian Echoes of the Lithosphere, diesmal die Krustenbildung im Proterozoikum und die Tiefenstruktur der Kaledoniden betreffend) und an der der Traverse durch Tibet in deutsch-amerikanisch-chinesischer Zusammenarbeit (INDEPTH/GEDEPTH). Er wies auf die Bedeutung von Petrologie und Rheologie auf die Interpretation der Daten hin und prägte in diesem Zusammenhang Begriffe wie seismischen Lamellen und Krokodil-Tektonik.
Daneben befasste er sich auch mit Planetologie (zum Beispiel Mondbeben), Angewandter Geophysik (Grundwasser, Prospektion nach Lagerstätten) und Evolution der Erde. Von ihm stammten populärwissenschaftliche Bücher, eine einflussreiche Monographie über die kontinentale Lithosphäre (1986) und ein verbreitetes Standardlehrbuch zur seismischen Erkundung.
1988 erhielt er den Schlumberger-Stitching Award, 1993 die O. J. Schmidt Medaille in Moskau und 1998 den Kapitsa Award. Ab 1993 war er ordentliches Mitglied der Academia Europaea.

## Schriften
- Der Mond, Suhrkamp 1969
- mit Lajos Stegena: Praxis der seismischen Feldmessung und Auswertung, Bornträger, 1977
- The Continental Crust: A Geophysical Approach, Academic Press, 1986
- als Herausgeber: Continental lithosphere : deep seismic reflections, AGU 1991 (4. International Symposium on Deep Reflection Profiling of the Continental Lithosphere, Bayreuth 1990)
- A Little Book of Planet Earth, Springer 2002
- Geschichte der Erde, C. H. Beck, 1999, 2. Auflage 2004